# Heinrich Hentzi von Arthurm
Heinrich Hentzi von Arthurm (né le 24 octobre 1785 à Debrecen, mort le 21 mai 1849 à Budapest) est un général autrichien.

## Biographie
Heinrich Hentzi, le fils d'un Patricien bernois, entre dans l'armée d'Autriche en septembre 1804 et fait d'abord partie du génie militaire. En un an, il devient Oberleutnant puis en mars 1809 Kapitänleutnant.
Il participe à la campagne d'Allemagne en 1813. Au début, il est stationné à Olomouc. Ensuite il sert à la défense du fort de Komorn. Il est présent dans des opérations à Žitný ostrov. En janvier 1814, il est au blocus d'Auxonne ainsi qu'aux batailles de Lyon et de Voreppe. Après la guerre, il continue à monter dans la hiérarchie militaire. En août 1842, il est commandant du corps des sapeurs. Pour ses actes, il est anobli le 17 juin 1841 et prend le nom de Heinrich Hentzi von Arthurm. Le 9 mai 1848, il est nommé major-général. Il sert cependant trois mois en tant que brigadier sous le commandement de Franz Schlik à Cracovie, avant d'être nommé commandant du fort de Petrovaradin.
Pendant l'insurrection hongroise, il est placé sous surveillance, car il refuse de se mettre du côté de la Hongrie. Le 17 décembre, il est placé près de Budapest. Cependant, en janvier 1849, il revient à Budapest sous le commandement de Alfred de Windisch-Graetz et est libéré. Le général le nomme commandeur du fort d'Ofen et fait réhabiliter le bâtiment proche de la ruine.
Après le retrait de l'armée impériale, les rebelles se présentent le 3 mai 1849 devant la forteresse. Hentzi von Arthurm repousse une vingtaine d'assauts jusqu'au 21 mai 1849 quand les Hongrois montent sur les murs. Lors de cette attaque, Hentzi est blessé et meurt une quinzaine d'heures plus tard. Pendant 17 jours, il tient le fort avec 5 000 soldats contre 30 000 insurgés hongrois.
En 1850, Hentzi reçoit à titre posthume la croix de chevalier de l'ordre militaire de Marie-Thérèse. On commande à Fritz L'Allemand un tableau représentant sa mort.